# Microhyla pulchra
Microhyla pulchra es una especie de anfibio anuro de la familia Microhylidae.

## Distribución geográfica
Esta especie se encuentra desde el nivel del mar hasta 1100 m de altitud en Camboya, Laos, Tailandia, Vietnam, Hong Kong, Macao y el sur de la República Popular de China.

## Publicaciones originales
- Hallowell, 1861 "1860" : Report upon the Reptilia of the North Pacific Exploring Expedition, under command of Capt. John Rogers, U. S. N. Proceedings of the Academy of Natural Sciences of Philadelphia, vol. 12, p. 480-510[6]
- Fitzinger, 1861 "1860" : Die Ausbeute der österreichischen Naturforscher an Säugethieren und Reptilien während der Weltumsegelung Sr. Majestät Fregatte Novara. Sitzungsberichte der Kaiserlichen Akademie der Wissenschaften, Mathematisch-Naturwissenschaftliche Classe, vol. 42, p. 383-416
- David, 1872 "1871" : Rapport adressé à MM. les professeurs-administrateurs du Muséum d'Histoire Naturelle. Nouvelles archives du Muséum d'Histoire Naturelle de Paris, vol. 7, p. 75-100
- Barbour, 1908 : Some New Reptiles and Amphibians. Bulletin of the Museum of Comparative Zoology at Harvard College, vol. 51, p. 315-325
- Vogt, 1914 : Südchinesische Reptilien und Amphibien. Sitzungsberichte der Gesellschaft Naturforschender Freunde zu Berlin, vol. 1914, p. 96-102
- Ahl, 1930 : Beiträge zur Lurch- und Kriechtierfauna Kwangsis. 3. Frösche. Sitzungsberichte der Gesellschaft Naturforschender Freunde zu Berlin, vol. 1930, p. 315-319.